# 马里内拉·法尔卡
马里内拉·法尔卡（義大利語：Marinella Falca，1986年5月1日—），意大利女子艺术体操运动员。她曾代表意大利获得2004年夏季奥运会体操比赛女子团体全能银牌。她也参加了2008年夏季奥运会。